# Reichenfels
Reichenfels is een gemeente in de Oostenrijkse deelstaat Karinthië, en maakt deel uit van het district Wolfsberg.
Reichenfels telt 2002 inwoners.
Bad Sankt Leonhard im Lavanttal ·
Frantschach-Sankt Gertraud ·
Lavamünd ·
Preitenegg ·
Reichenfels ·
Sankt Andrä ·
Sankt Georgen im Lavanttal ·
Sankt Paul im Lavanttal ·
Wolfsberg
- Gemeinsame Normdatei: 4468534-8
- Virtual International Authority File: 241201693
- WorldCat: E39PBJqKbgcvQdDWxqx6BMbrv3